# Mikhaïl Kvetsinsky
Mikhaïl Fiodorovitch Kvetsinski (russe : Михаи́л Фёдорович Квецинский), également connu sous le nom de Michael (von) Kwetzinsky, né le 3 janvier 1866 dans le gouvernement de Moscou en Russie impériale et décédé le 31 mars 1923 à Lillehammer en Norvège, est un officier russe et un administrateur militaire. 

## Biographie
Il a occupé des postes de commandement notables dans l'Extrême-Orient russe, pendant la guerre russo-japonaise, pendant la Première Guerre mondiale et pendant la guerre civile russe, lorsqu'il était l'un des chefs de l'armée blanche du Nord lors de l'intervention de la Russie du Nord. Kvetsinsky est devenu major-général en 1910 et lieutenant-général en 1915.
Il s'enfuit en Norvège avec son supérieur Ievgueni Miller en 1920 et a vécu comme chauffeur de taxi et ouvrier dans une brasserie à Lillehammer jusqu'à sa mort trois ans plus tard. Son fils Wassily von Kwetzinsky est devenu critique musical et figure culturelle en Norvège.